# Silberwäsche

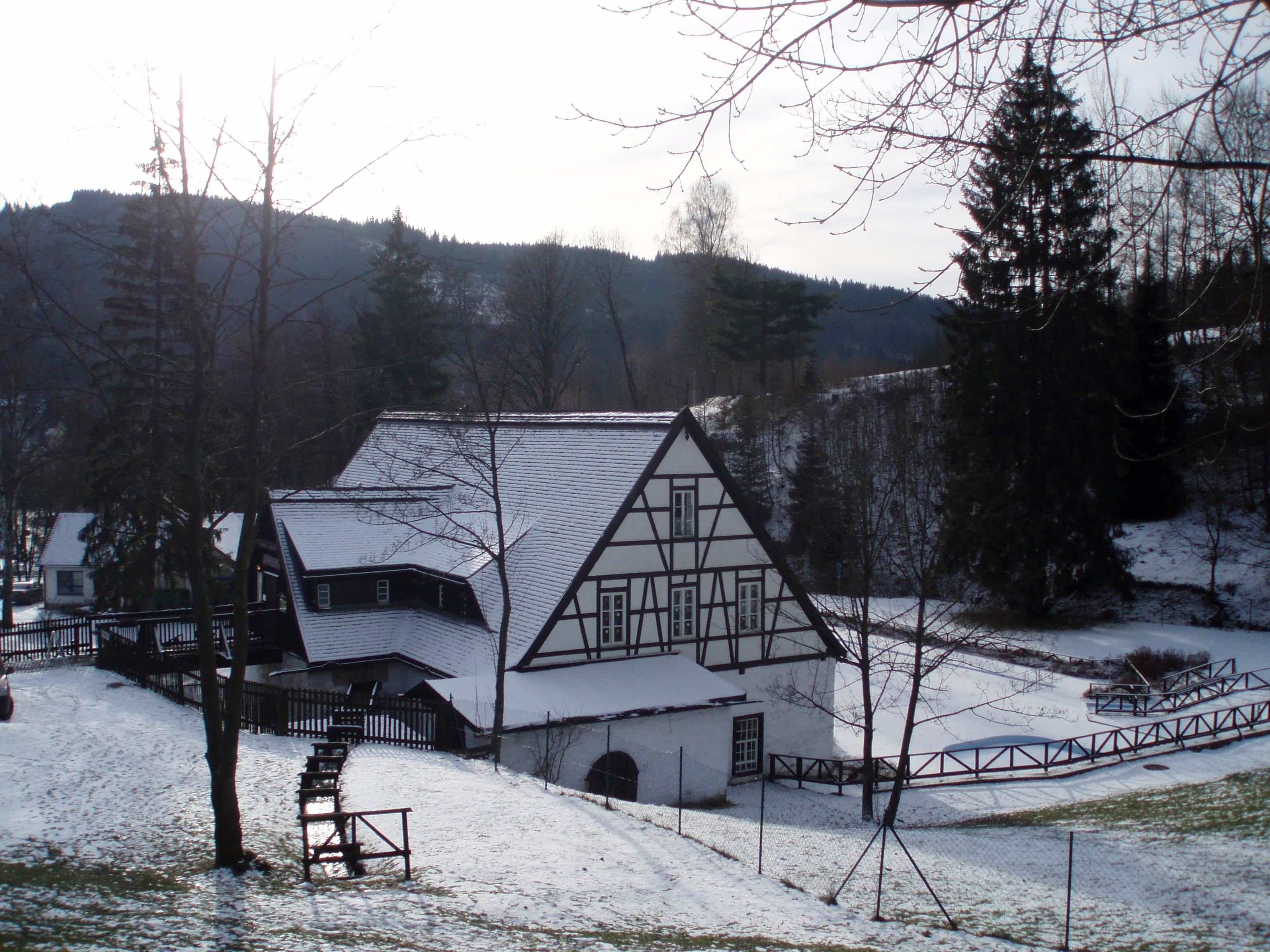
Silberwäsche Antonsthal

Die Silberwäsche ist ein technisches Museum im Ortsteil Antonsthal der Gemeinde Breitenbrunn/Erzgeb. im Erzgebirgskreis in Sachsen.
Das Museum befindet sich an der Jägerhäuser Straße 17 im Halsbachtal ca. 200 m oberhalb von der Mündung des Halsbaches in das Schwarzwasser. In diesem Bereich baute die Fundgrube Unverhofft Glück an der Achte, deren Huthaus noch heute im oberen Halsbachtal an der Fahrstraße nach Jägerhaus erhalten ist, Silber und andere Erze ab. Die Bearbeitung der gefundenen Erzstücke erfolgte in einem Pochwerk, das 1828 neu errichtet wurde und aus dem das heutige Museum hervorging. Das Gebäude steht unter staatlichem Denkmalschutz.
Unmittelbar neben der Silberwäsche befindet sich das Freibad von Antonsthal.